# Фарафра

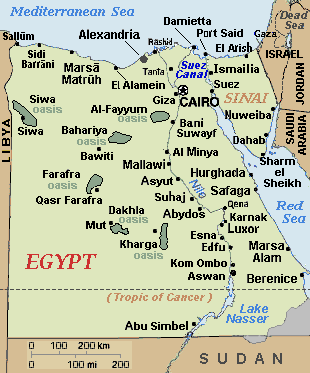
Оаза Фарафра на мапі Єгипту

Фарафра (араб. الفرافرة) — місто-оаза в Єгипті, центр району в губернаторстві Нова Долина. Оаза розташована в Лівійський пустелі, приблизно за 315 км на захід від Асьюту.
Все населення оази, а це близько 5000 чоловік (2002), живуть в одному селі, населення складається в основному з бедуїнів. Сільські квартали побудовані в стилі традиційної архітектури, всі будинки глиняного кольору. Багато в чому збережені місцеві звичаї та культура. Недалеко від оази термальні джерела.
Основна визначна пам'ятка Фарафра — Біла пустеля (Ес-Сахра Ель-Бейда). Біла пустеля знаходиться за 45 км на північ від Фарафра. Пустеля має біло-кремовий відтінок — масивна крейдяна порода утворилася в результаті періодичних піщаних бур у районі.

## Посилання

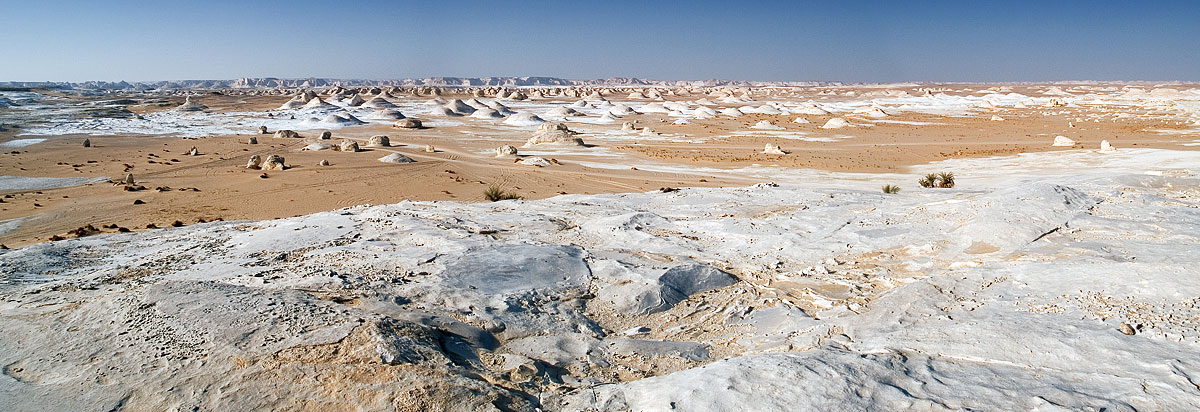
Панорама Білої пустелі